# Hrabstwo Nowata

Piramida wieku mieszkańców hrabstwa Nowata

Nowata – hrabstwo w stanie Oklahoma w USA. Założone 1907 roku. Populacja liczy 10 573 mieszkańców (stan według spisu z 2010 roku).
Powierzchnia hrabstwa to 1505 km² (w tym 42 km² stanowią wody). Gęstość zaludnienia wynosi 7 osoby/km².
Nazwa hrabstwa pochodzi prawdopodobnie od zniekształconych przez Indian angielskich słów No water.

## Miasta
- Delaware
- Lenapah
- New Alluwe
- Nowata
- South Coffeyville
- Wann